# Halsböld
Halsböld eller peritonsillit,  är en böld som utvecklas bakom en av halsmandlarna. Det orsakas oftast av antingen munhålans egna bakterier (alfastreptokocker) eller av vanliga streptokocker. Huvudsymtomen är ensidig halssmärta, och svårigheter att gapa på grund av smärta, detta kallas trismus. Behandlas oftast med tömning av bölden samt antibiotika.